# Centraal Gebied
Centraal Gebied (Engels: Central Area) is een van de wijken in de Central Region van Singapore. Door het gebied stroomt de Singapore River.
Central Area ligt centraal in het zuiden van de Central Region van de stadstaat. Het is de wijk met het zakencentrum, het toeristisch centrum, winkelcentra, de grootste hotels, de overheidsgebouwen en musea en een aantal ontspanningszones en parken.
In 2015 telde het 17,84 km² grote gebied van Central Area 60.520 inwoners. Die bewoning is voornamelijk geconcentreerd in woonwijken in Rochor en Outram. Sommige wijken binnen Central Area - zoals Marina East en South, Straits View, Orchard en Museum zijn volledig onbewoond, in andere zoals River Valley, Newton, Downtown Core en Singapore River zijn er een beperkter aantal inwoners.

## Wijken van het Centraal Gebied
Het Centraal Gebied is onderverdeeld in elf wijken:
- Downtown Core
- Marina East
- Marina South
- Museum Planning Area
- Newton
- Orchard Road
- Outram
- River Valley
- Rochor
- Singapore River
- Straits View

## Verkeer en vervoer
- Mass Rapid Transit Singapore met de vijf metrolijnen die alle vijf Central Area aandoen.